# حاجی الوان
حاجی الوان (لنجان)، روستایی از توابع بخش باغ بهادران شهرستان لنجان در استان اصفهان ایران است.

## جمعیت
این روستا در دهستان چم رود قرار دارد و براساس سرشماری مرکز آمار ایران در سال ۱۳۸۵، جمعیت آن ۲۱۴ نفر (۵۹خانوار) بوده‌است.
این روستا در غرب شهرستان لنجان و از شمال و شمال غربی به شهرستانهای نجف آباد و تیران وکرون متصل می‌باشد . این روستا بزرگ‌ترین مساحت اراضی ملی شهرستان را دارد،که از نظر دامپروری و پرورش شتر مرغ بسیار مناسب می‌باشد .
شغل اکثر مردم این روستا کشاورزی و دامپروری است. به دلیل خشکسالی‌های چند سال اخیر بسیاری از جوانان این روستا به شهرهای زرین شهر و چمگردان و سده و زاینده رود و باغ بهادران مهاجرت کرده‌اند.
از محصولات این روستامی توان به بادام، گردو و محصولات باغی  اشاره کرد.که آب مورد استفاده برای کشاورزی از دو رشته قنات و یک چاه تامیین می‌شود. فاصله این روستا با رودخانه زاینده رود حدود 10 کیلو متر می‌باشد .